# Desmodora mammillata
Desmodora mammillata är en rundmaskart som först beskrevs av Steiner och Hoeppli 1926.  Desmodora mammillata ingår i släktet Desmodora och familjen Desmodoridae. Inga underarter finns listade i Catalogue of Life.